# Escudo de Fernando de Aragón en la Casa Tota
El Escudo de Fernando de Aragón en la Casa Tota de Valencia es un bien de interés cultural protegido por una declaración genérica de 2 de noviembre de 2012. 
Su número de anotación ministerial es el 28613.Está ubicado en la ciudad de Valencia, en el número 277 de la avenida de la Constitución. Se sitúa enfrente de la puerta principal del monasterio de San Miguel de los Reyes.  

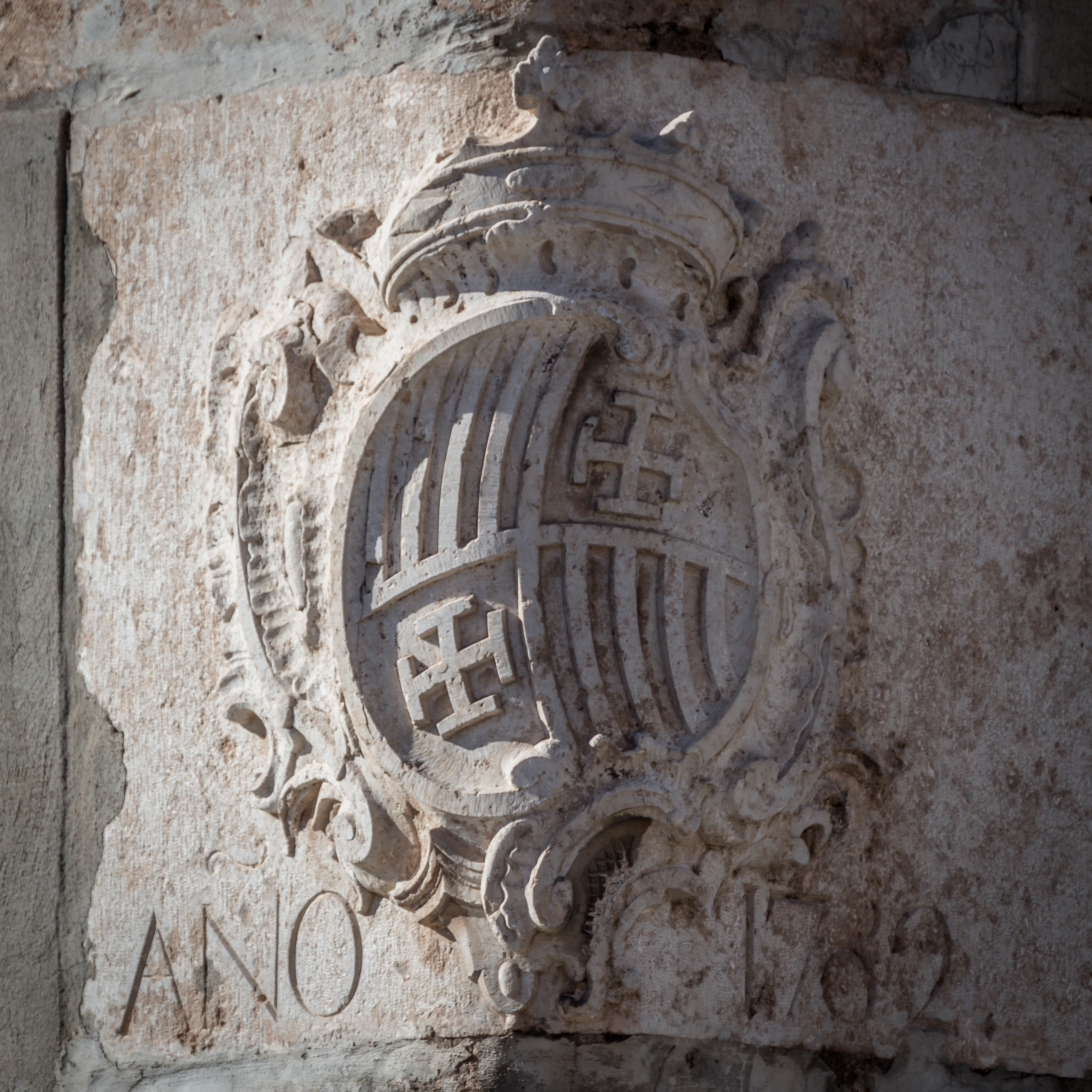
Escudo de Fernando de Aragón, Duque de Calabria, en la Casa Tota de Valencia

## Descripción
La esquina donde se encuentra el escudo es de sillares redondeados.
Es un altorrelieve, que sobre sale de la esquina de la Alquería. En la parte inferior encontramos un bajo relieve realizado con cincel, donde se inscribe el “Año 1782”. El escudo esta englobado por un rectángulo. 
El blasón de Fernando de Aragón, duque de Calabria, está cuartelado, siendo los cuarteles primero y cuarto, de oro, con cuatro palos de gules iguales (armas del Reino de Aragón), representan las barras de Aragón, símbolos comunes de las regiones de Cataluña, Baleares o Comunidad Valenciana. El segundo y tercero cuartelados, de plata, representan una cruz potenzada con cuatro crucetas entre sus brazos, de gules (armas de la Casa Real de Jerusalén y del Ducado de Calabria). Sin embargo en el escudo de la Casa Tota no se aprecia policromía ni las crucetas. El escudo, presenta forma italiana, dado al origen de Fernando de Aragón, que nació en Andria, Italia. El escudo es oval y está rodeado de molduras. En la parte superior del escudo hay una corona ducal nobiliaria con pedrería. Está rodeado de elementos con forma vegetal.

## Simbología
El origen de estas barras es aragonés, Sancho Ramírez, rey de Aragón a mediados del siglo XI, era receptor de cartas del Papa, que era atadas con un cordaje de cordeles con cordeles rojos y amarillos, colores del Papa, he de ahí su origen. Estas barras son las armas del Reino de Aragón.
Las crucetas de gules de las armas de la Casa Real de Jerusalén y del ducado de Calabria son cruces son griegas de influencia bizantina. Actualmente dos linajes principales tienen el título de rey de Jerusalén, el rey de España y los pretendientes al trono de Italia, Francia.
La corona ducal nobiliaria hace referencia a su título como duque de Calabria. 

## Emplazamiento

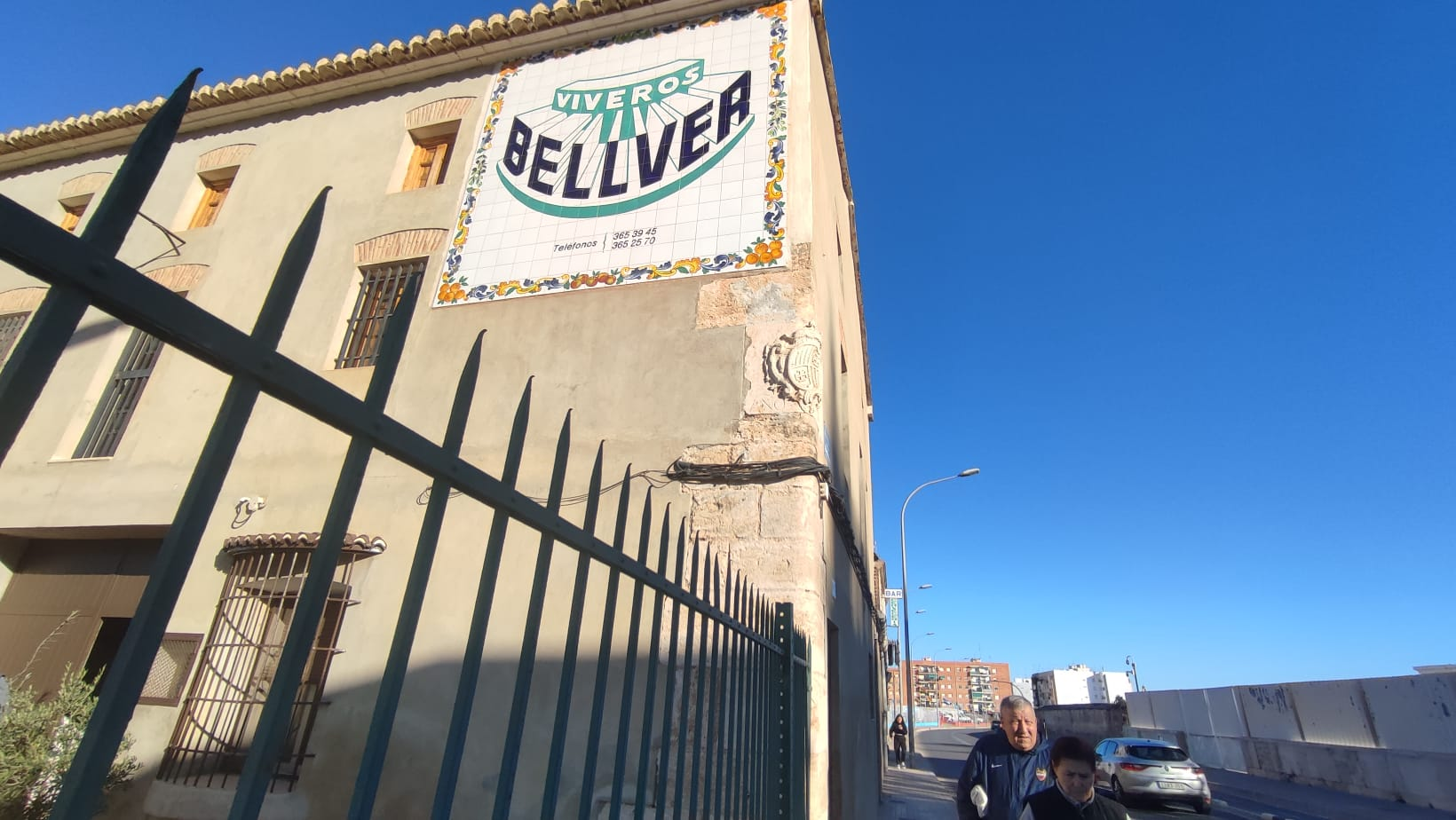
Vista de la casa Tota y el escudo de Fernando de Aragón, Duque de Calabria

La alquería Tota de origen bajomedieval, fue referenciada por primera vez como alquería de Sant Miquel en el plano de Francisco Cassaus, “Particular Contribución de la ciudad de Valencia”, en el año 1695 y fue reconstruida en 1782. Formaba parte de las dependencias del Monasterio de San Miguel de los Reyes, junto a las alquerías de Albors y el Molí de Sant Miquel, se desarrollaban las actividades agrarias de explotación de las tierras del Monasterio. La placa con el escudo de Fernando de Aragón, Duque de Calabria, fecha la reconstrucción de la alquería en 1782. En 1830, fue desamortizada por el Estado Español y pasó a ser una propiedad privada. Es un edificio agrícola-señorial de tres plantas, con cubiertas a dos aguas de teja árabe con morunas, que se alza junto al antiguo camino de Murviedro. Formaba parte de las dependencias del Monasterio de San Miguel de los reyes. Está construida de mampostería y baldosa, con algunos puntos de sillería de piedra. Actualmente la alquería ha quedado incluida en el Suelo Urbano según PGPU vigente. 

## Conservación
El Plan Especial de Protección y Reforma Interior de San Miguel de los Reyes, aprobado por la Generalitat Valenciana en el año 2001, contemplaba la rehabilitación de la Casa Tota.
La alquería Tota y el escudo del duque de Calabria, fueron declarados bien de relevancia Local e incluidos dentro del ámbito de protección de San Miguel de los Reyes (DECRETO 142/2008, del 3 de octubre de 2008).